# Ley de Gilder
La llamada Ley de Gilder fue establecida por el futurista y tecnólogo George Gilder(*), indica que “La capacidad de las comunicaciones y que poseemos como individuos, pero también como empresas o instuciones, se triplica cada doce meses”.
La Ley de Gilder suele también llamársela la "Ley de la Banda Ancha", esto fundado en las aseveraciones de Gilder en su libro "La vida más allá de la televisión" (Life after television) de 1994.
Es importante destacar que este enunciado no es el único de Gilder y solo se suma a una vasta literatura de este futurista y tecnólogo. Junto a otros enunciados como la "Ley de Moore" o la "Ley de Metcalfe", configuran un contexto de las TIC actuales que permiten trazar horizontes más clarificadores.

## Ejemplificando a Gilder
Observando el planteo de Gilder, podemos tomar ejemplos de cómo su visión es concluyente hasta cierto grado. 
- Ya en el 2001 era posible enviar más información por un solo cable de telecomunicaciones que toda la información que se enviaba por Internet en 1997.
- El costo de transmitir un billón de bites de información desde la ciudad de Boston a la ciudad de Los Ángeles ha disminuido de US$ 150.000 en 1970 a menos de US$ 0.12 dólares en la actualidad.
- Realizar una llamada telefónica de tres minutos de duración de la ciudad de Nueva York a la ciudad de Londres, que en 1930, a precios actuales, costaba más de US$ 300, hoy es posible realizarla por menos de US$ 0.20.
- Enviar un documento desde Chile a Kenia, de 40 páginas por correo electrónico cuesta menos de US$ 0.10, por facsímil (fax), asciende a US$ 10 aproximadamente, y por servicio de mensajería o currier internacional, puede llegar a costar más de US$ 50.

Teniendo en cuenta esta ley, es factible concluir que:
- Vivimos un aumento de manera sostenida, en los términos que la tecnología lo permita, de la capacidad de la expresión humana en todas las comunicaciones.
- Tenemos la posibilidad de interactuar localmente a la distancia, algo que solo puede explicarse desde la óptica de la virtualización de las funciones presenciales.

(*) George Gilder es el director del Media Lab en Massachusetts, es un referente de Internet.
- Datos: Q5974309